# Oprostovice
Oprostovice (in tedesco Oprostowitz) è un comune della Repubblica Ceca facente parte del distretto di Přerov, nella regione di Olomouc.